# Epodonta lineata
Epodonta lineata är en fjärilsart som beskrevs av Charles Oberthür 1881. Epodonta lineata ingår i släktet Epodonta och familjen tandspinnare. Inga underarter finns listade i Catalogue of Life.